# Les Rospects
Die Les Rospects sind eine Gruppe unbewohnter felsiger Inseln an der Küste der Bretagne in Frankreich.
Die Klippen gehören zum Gemeindegebiet von Plougonvelin und liegen südöstlich des Kaps Pointe Saint-Mathieu. Sie ragen in fast rechtem Winkel nach Süden vom Festland aus über 400 Meter in die Meerenge von Brest und treten an mehreren Stellen über die Wasseroberfläche. Sie erreichen eine Breite von bis zu 100 Metern und sind weitgehend kahl. 